# 紅點石斑魚
紅點石斑魚，為輻鰭魚綱鱸形目鱸亞目鮨科的其中一種，分布於西大西洋區，從美國北卡羅萊納州至巴西海域，棲息深度2-100公尺，本魚體綠灰色致淺棕色，腹部白色，頭部、身體和魚鰭具有橙紅色或褐色斑點，背鰭硬棘11枚;背鰭軟條15-16枚;臀鰭硬棘3枚;臀鰭軟條8枚，體長可達76公分，生活在水淺的珊瑚礁、岩石底部，為底棲性魚類，屬肉食性，以甲殼類、魚類、章魚等為食，可做為食用魚、遊釣魚及觀賞魚。